# Chiesa dello Spirito Santo (Ostuni)
La chiesa dello Spirito Santo è una chiesa cattolica del comune di Ostuni, in Puglia, facente parte dell'arcidiocesi di Brindisi-Ostuni.

## Storia
La chiesa fu costruita tra il 1628 e il 1637 per volere del vescovo di Venosa Andrea Perbenedetti. Pur essendo ufficialmente parrocchia, non ebbe né parroci né curati dal 1631 al 1663, fino a quando il vescovo Carlo Personè la affidò al parroco don Matteo Lotesoriere. Nel XVIII secolo i sacerdoti vennero nominati dal Capitolo fino al 1792, quando ad opera del vescovo Giovan Battista Brancaccio fu elevata a regia parrocchia, con le nomine dei parroci affidate alla corona fino al 1854.

## Descrizione
Per quanto nel XX secolo l'edificio sia stato interessato da importanti lavori di restauro, esso ha mantenuto la sua conformazione originale per quanto riguarda gli esterni, caratterizzati da uno stile modesto e con una facciata dotata di un frontone spezzato con al centro lo stemma lapideo del vescovo Vincenzo Meligne e con un portone risalente al 1450. La pianta dell'edificio è a navata unica con volte in pietra lunettata. Vi sono quattro altari tutti uguali: il primo a sinistra (1670) è dedicato a sant'Oronzo, il secondo è dedicato a sant'Anna, mentre sul lato destro vi è l'altare con la statua seicentesca in legno della Madonna del Buon Consiglio e quello con le statue in cartapesta del Sacro Cuore di Gesù e di santa Margherita. Dietro l'altare maggiore vi sono le statue in cartapesta della Madonna del Rosario di Pompei, seduta in trono, con a lato i santi Domenico e Caterina da Siena.
L'unica tela presente nell'edificio è quella della Vergine col Bambino, probabilmente ad opera di fra Giacomo da San Vito (dopo il 1667). Tra le statue si menzionano quella in legno del Cristo Risorto (menzionata per la prima volta nel 1876), quella in cartapesta di san Francesco Saverio (un tempo appartenente alla famiglia Ayroldi) e una campanella con una statua in cartapesta dell'Immacolata della prima metà del Novecento.

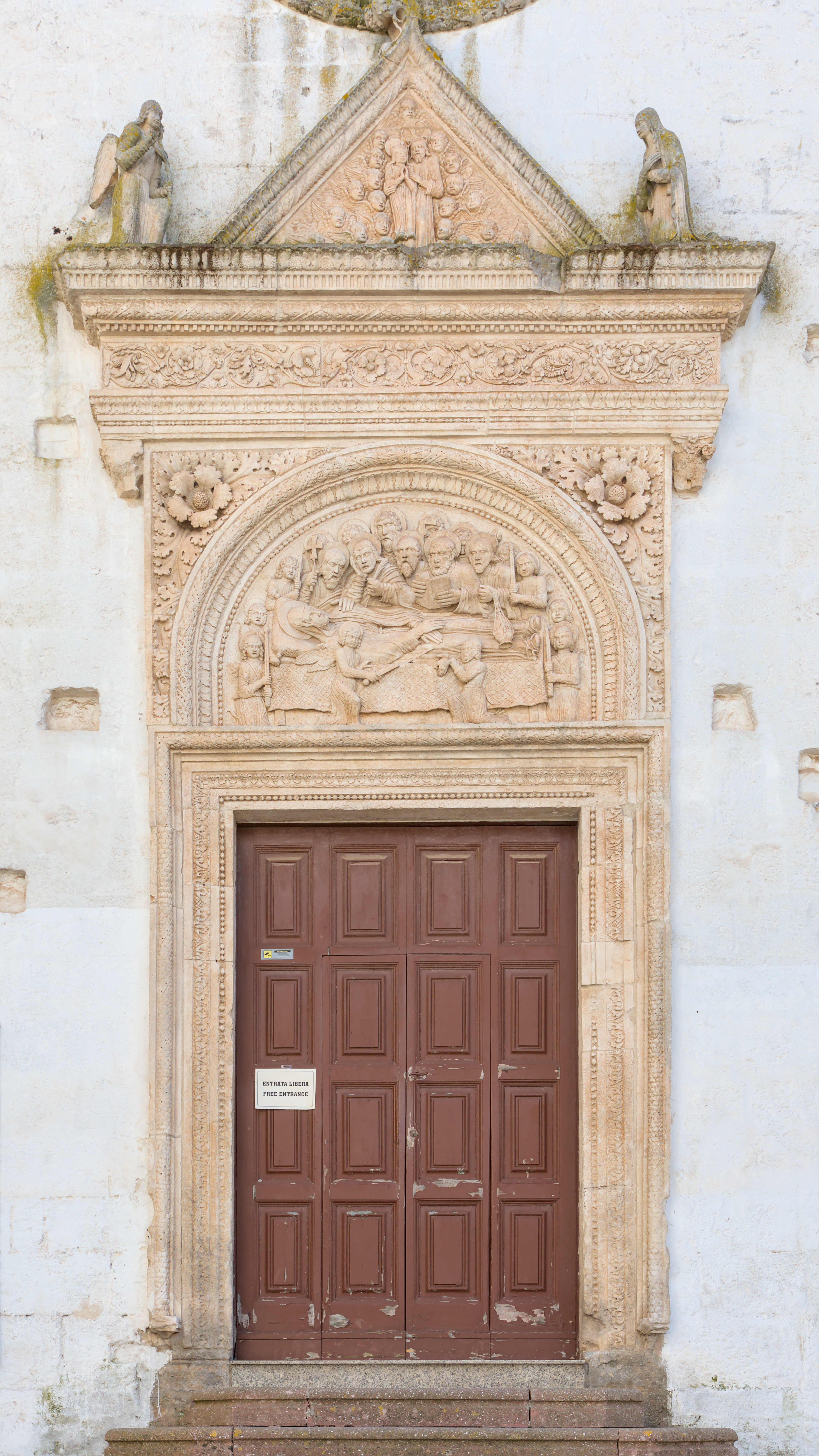
Il portale principale
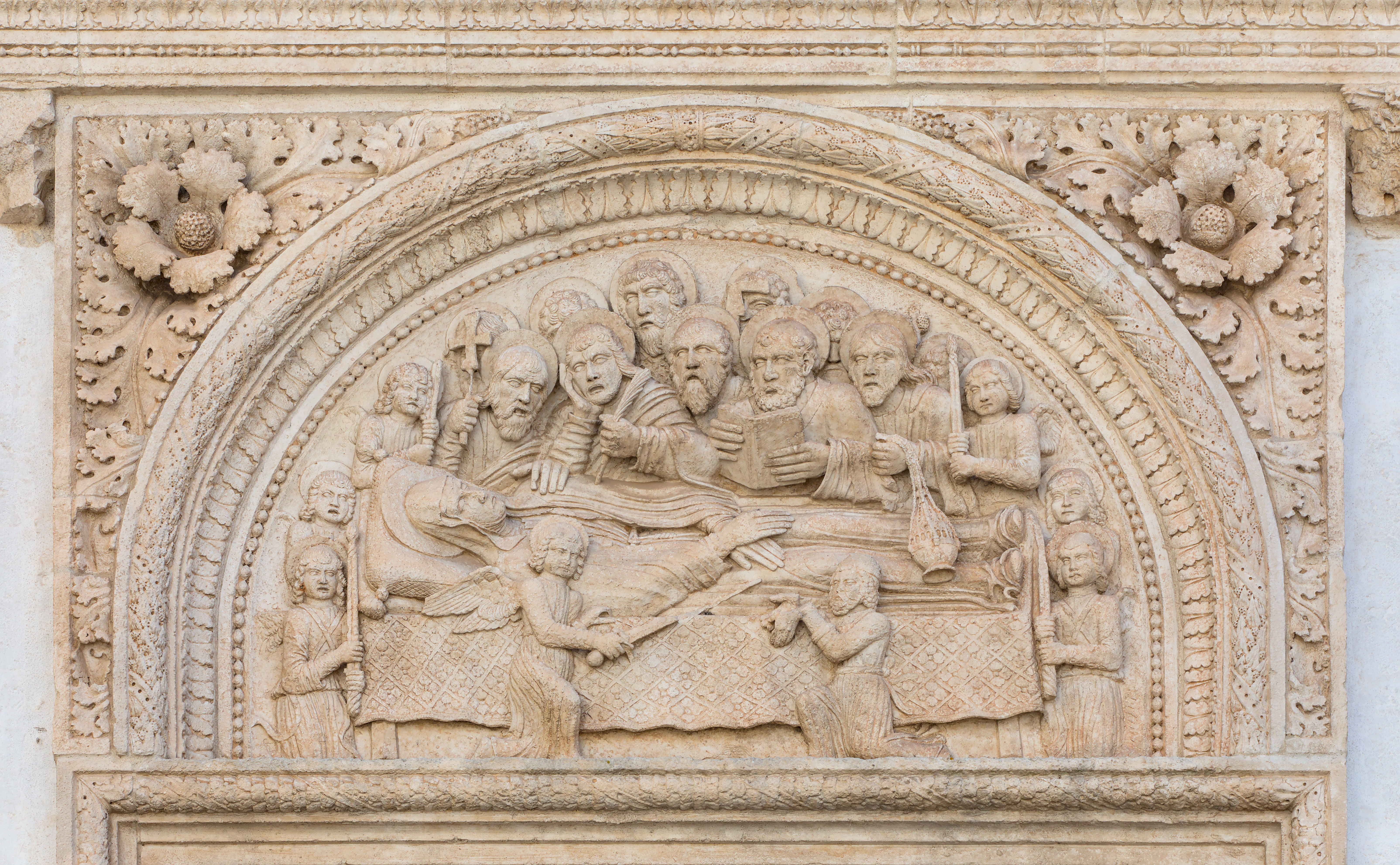
Timpano del portale principale